# Донські слов'яни
Донські слов'яни — слов'янська група або племінний союз, що у VIII — X століттях населяв Верхню Донщину. Співвідносяться з роменською археологічною культурою (складова частина роменсько-боршевської культури). Не згадані у давньоруських джерелах. Племінна приналежність невідома: могли бути як відокремленою частиною відомого племінного союзу (найчастіше пов'язуються з в'ятичами), так і невідомою племінною групою.

## Дані письмових джерел
Відповідно до «Повісті временних літ», південно-східний кордон розселення слов'ян був обмежений басейнами Сейму та Сули, не охоплюючи таким чином, Дон; донські слов'яни невідомі в давньоруських писемних джерелах і виділяються лише за археологічними свідченнями — знахідками особливої археологічної культури (борщевської). На думку Валентина Сєдова відсутність згадки донських слов'ян у «Повісті временних літ» може пояснюватися тим, що це угруповання припинило своє існування ще до укладання «Найдавнішого літописного ізводу» (XI століття) — на відміну від сусідніх в'ятичів та сіверян. Єдине можливе згадування донського угруповання слов'ян міститься у листі хозарського правителя Йосипа (X століття), де серед підвладних йому народів він називає якихось С-л-віюн — по сусідству з В-н-н-тіт (в'ятичами) і С-в-р (сіверянами).
На думку воронезької археологині Ганни Москаленко, донські слов'яни могли представляти відокремлену групу слов'ян, що формально входила до в'ятицького племінного союзу . Можливо, що літописні відомості про підпорядкування в'ятичів хозарам могли бути відлунням підпорядкування хозарам саме донських слов'ян, а не самих в'ятичів. У контексті зв'язку донських слов'ян з в'ятичами іноді інтерпретується і загадковий топонім Вантіт (Ваїт, Вабніт), що згадується в арабських та хозарських джерелах. Вантіт описується як «мадіна» на південно-східній околиці слов'янського світу; воронезькі археологи Ганна Москаленко та Анатолій Винников пов'язували його з великим городищем донських слов'ян Тітчиха.
Відомо, що до IX—X століття південно-східні слов'янські племінні спільноти (в'ятичі, жителі півночі та ін.) перебували в залежності від Хазарського каганату, якому вони платили данину. Проте наприкінці X століття фіксується стрімкий відтік слов'янського населення з Донщини. Імовірні причини цього дослідники вбачають у походах князя Святослава Хороброго, який у 960-ті роки розгромив Хозарський каганат, що призвело до порушення політичного балансу в степу, поширення печенігів та згасання торгівлі зі Сходом. Можливо, під впливом печенігів наприкінці X століття донські слов'яни залишили свої землі.

## Вантіт

### Походження
Донські слов'яни належать до борщевської археологічної культури, походження якої пов'язується з проникненням на Верхній Дон праслов'янського населення (схожі на знахідки празько-корчакського вигляду біля села Ярлуково Липецької області). У VIII—X столітті на цій ранньослов'янській основі оформилася велика група пам'ятників, що розташовувалась на схід від Дніпра, з якої згодом на верхній Оці сформувалися в'ятичі, в дніпровському лісостеповому узбережжі — сіверяни, а на Дону — власне борщевське угруповання. Утім, відношення якого до якого з двох згаданих племінних союзів залишається незрозумілим. Особливості борщевської культури близькі до сусідньої роменської культури. На цій підставі часто говорять про єдину роменсько-борщевську культуру, носіїв якої співвідносять з сіверянами та в'ятичами, а також радимичами. На підставі ідентифікації курганів з кільцевими огорожами частина російських дослідників включає до ареалу борщевських пам'яток також Верхню Оку.

### Племінна приналежність

Археологічні культури півдня Східної Європи. Борщевська культура тут поширена на сусідні пам'ятники Верхньої Оки — згідно з атрибуцією курганів з кільцевими огорожами та похоронними камерами

Дослідники вважають, що донські слов'яни — складові частини великої групи пам'яток на схід від Дніпра, на основі якої склалися історичні племінні союзи в'ятичів та сіверян. Водночас участь самих донських слов'ян у згаданих союзах залишається незрозумілим. Робилися спроби прямого виведення донських слов'ян із в'ятичів, жителів півночі або загальної в'ятицько-сіверянської колонізації Донщини; існує також гіпотеза про початкове формування в'ятичів саме на Дону (Михайло Грушевський, Олексій Шахматов), звідки вони під тиском кочівників переселилися в Пооччя, витіснивши там місцеве фінно-угорське населення (Олександр Монгайт). Головною перешкодою всіх зазначених припущень є синхронність пам'яток роменської культури (сіверян), Пооччя (в'ятичів) та власне донських слов'ян. Дмитро Багалій вважав донських слов'ян сіверянами, що суперечило позиції Ганни Москаленко у силу значних відмінностей матеріальної культури. Валентин Сєдов також виключав зв'язок з сіверянами на тій підставі, що донські праслов'яни не еволюціонували з роменців.
Переважна більшість дослідників вказують на найбільшу схожість матеріальної культури донських слов'ян із в'ятичами. Ще в XIX столітті Петро Голубовський вважав донських слов'ян в'ятичами. З відкриттям на Дону курганів з характерними для в'ятичів кільцевими прикрасами та похоронними камерами, Петро Третьяков запропонував вважати борщевські пам'ятки в'ятицькими; при цьому ареал борщевської культури став включати не лише Верхній Дон, а й Верхню Оку (на ілюстрації). Контраргументи цієї гіпотезі сформульовані Валентином Сєдовим, який вказав на те, що курганний обряд на Дону з'явився лише в IX—X століттях (коли борщевське населення тут вже було) і може бути пояснено проникненням окремих груп в'ятицького населення. Наголошуючи на племінній своєрідності донських слов'ян, Ганна Москаленко з низкою застережень пов'язувала їх з в'ятичами, вважаючи борщевське населення Дону відокремленою групою, що формально входила до в'ятицького племінного союзу. На близьку спорідненість донських слов'ян і в'ятичів можуть вказувати і напрями взаємних міграцій: ще Михайло Грушевський вважав, що слов'янське населення Дону під тиском кочівників переселилося на Верхню Оку, в область своїх одноплемінників (на його думку — в'ятичів); на участь у заселенні Рязанської землі донського слов'янського населення вказував також Олексій Шахматов та Леонід Монгайт; з іншого боку, дослідники відзначають ознаки відходу частини в'ятицького населення донський регіон.
Своєрідність донського матеріалу, на думку Валентина Сєдова, не дає надійних підстав для прямого ототожнення донських слов'ян ні з в'ятичами, ні з сіверянами. Слідом за Іваном Ляпушкіним, він вважав, що це було особливе слов'янське плем'я, згадуване в листі хазарського правителя під ім'ям «сліюн» («с-л-віюн»); ця ж думка фігурує і в публікаціях інших дослідників, наприклад Володимира Петрухіна. За відсутності письмових джерел питання про племінну приналежність донських слов'ян не може бути остаточно вирішено.

## Матеріальна культура

### Поселення

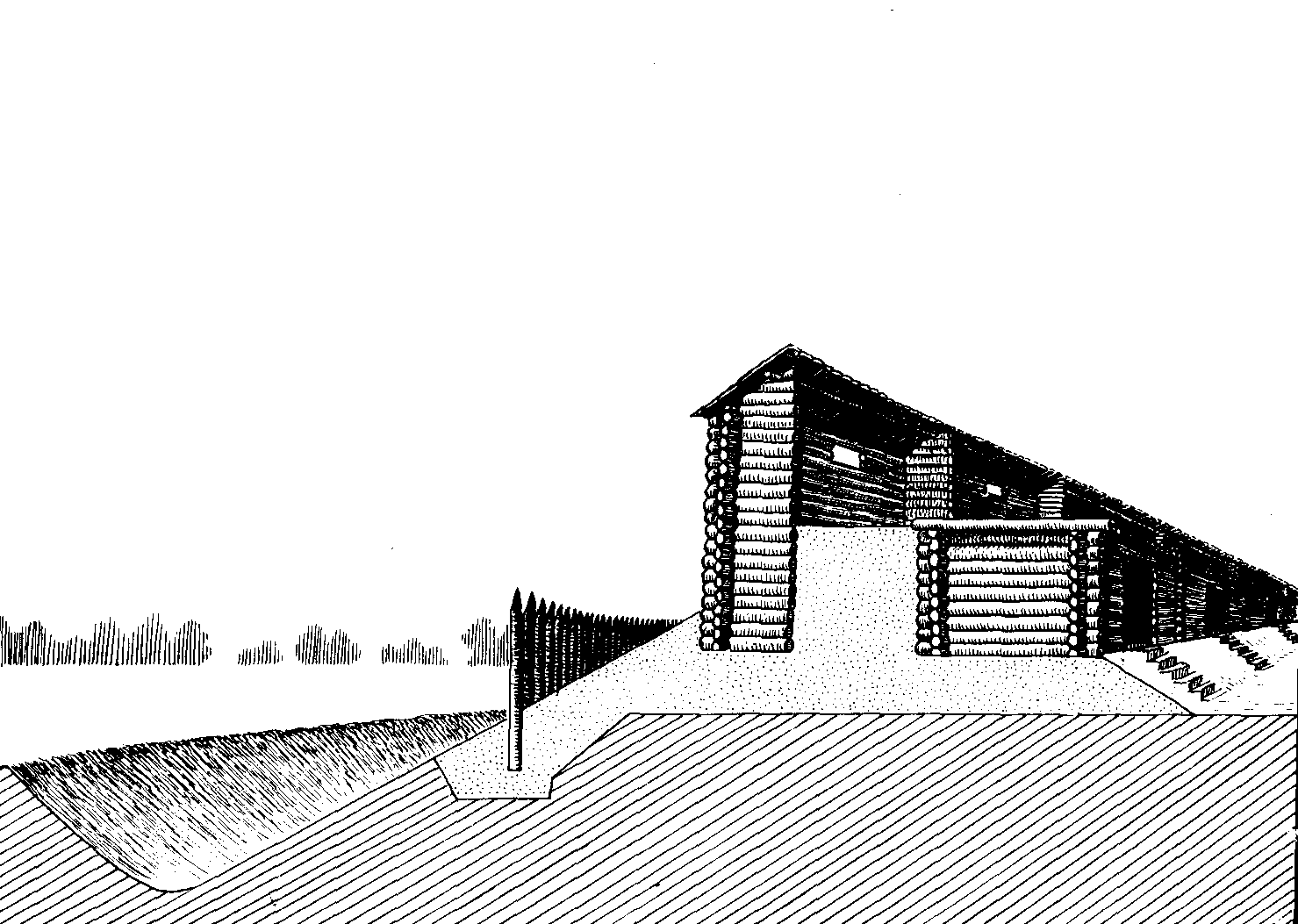
Реконструкція укріплень городища біля хутора Тітчиха Воронезької області

Донські слов'яни жили у відносно великих поселеннях — неукріплених (селищах) або укріплених (городищах), щомали від кількох десятків будинків. Найбільшим пам'ятником донських слов'ян є городище Тітчиха (Воронезька область), що іноді пов'язується із загадковим топонімом Вантіт. Городища борщевської культури мали різну конструкцію укріплень; зокрема, розташоване на території області Воргольське городище (Липецька область) було обнесене валом, поверх якого були зведені дерев'яні стіни, посилені перпендикулярними стінами- контрфорсами.

### Будівлі
Житлами служили споруди зрубної або каркасно-стовпової конструкції з заглибленими в землю котлованами площею 16-25 м2; за відомістю Ібн-Русте слов'янські житла покривалися «дерев'яним дахом відроконечним… і на дах цей накладали землю». Обігрів житла здійснювався печами-кам'янками, що топилися «по чорному»; у деяких будинках поряд з печами виявлено відкриті осередки. Будинки належали окремим сім'ям. Окремі будівлі могли являти собою примітивні лазні.

### Господарство
Господарство донських слов'ян було комплексним, спиралося на землеробство та скотарство при допоміжній ролі полювання та рибальства. Основа господарства — землеробство: вирощування зернових культур, про що свідчать знахідки відповідних знарядь із заліза (наральники, мотики, коси та серпи) та каменю (жорна, ручні млини), а також льохи-комори. Аналіз ґрунту показує, що рілля облаштовувалася на випалених ділянках лісу (підсічно-вогневе землеробство). Біля поселень вирощували городні культури — горох, ріпу, цибулю. Серед свійських тварин переважали корови (джерело молочної продукції); розводили також овець, кіз, свиней та коней (як тяглову силу). Малу кількість м'яса поповнювали завдяки полюванню, яке відігравало істотну роль: у Верхньому Подонні багато знахідок кісток диких видів (лось, кабан і козуля тощо) переважають над знахідками домашніх; полювання давало також хутра (бобра, зайця, білки, лисиці, ведмедя), які виконували у слов'ян і функцію грошей (пор. куна). Про розвиток рибальства свідчать знахідки знарядь лову (гачки, остроги з трьома зубцями, плішні кісток і луски риб (судак, лящ, щука, жерех, вирозуб, красноперка, сом, стерлядь, севрюга). Жінки донських слов'ян виготовляли глиняний посуд виключно для власного споживання. Кераміка була ліпною і слабо орнаментованою (пальцеві, паличні або зигзагоподібні мотузкові втиски по верхньому краю), випал — у домашніх печах або в багаттях. Було розвинене найпростіше металургійне виробництво: залізо отримували з місцевої болотної руди, яку плавили в домашніх умовах — у спеціальних судинах, закладаючи в піч. Для плавки міг використовуватися і вогнище (із застосуванням хутра); знахідки печей-горнів та глиняних сопел вказують на широке знайомство з сиродутним способом виробництва. Металеві вироби різноманітні, включають як предмети мирного побуту (ножі, ножиці для стрижки овець, сокири, кресала, скоби, ручки до дерев'яного посуду тощо), так і зброю (наконечники стріл та сулиць).
Багато є свідчень ювелірного виробництва — глиняні та кам'яні тиглі, ляльки, фрагменти ливарних форм та інструменти (долотця, маленьких свердла, пінцети); сировиною служили бронза та срібло, зазвичай привізні (наприклад, розплавлені арабські дирхеми); типові прикраси — кільця, персні, підвіски, амулети. Місцеве населення могло забезпечувати металевою продукцією як себе, а й сусідів. Знахідки дирхемів, близькосхідних скляних намистів та візантійського посуду — свідчення широких торгових зв'язків. Обмін здійснювався річковим шляхом — через Дон за посередництвом Хозарського каганату; арабські автори також вказують на каравані шляхи в районі «Мадіна» Вантіт. Слов'яни могли торгувати з чужинцями хутром, медом, воском, шкірою та шкурами.

## Духовний світ

### Свідоцтва культу
На території Липецької області рф відкрито унікальне святилище донських слов'ян Воргольське. Воно розташовувалося в центрі Воргольського городища і являло собою круглий у плані утрамбований майданчик з великою стовповою ямою в центрі (місцезнаходження дерев'яного ідола) і вісьмома багатими — по периметру. Ритуали тут супроводжувалися запаленням вогнищ і жертвопринесеннями — тваринами (останки коня в центрі святилища) та речами (уламки ліпних судин, срібна підвіска скандинавського з позолотою, скронева підвіска, обрубок дирхема, зброя, острога та інші) Свідчення традиційних вірувань представлені також знахідками амулетів-оберегів — з кістки, пазурів та іклів тварин. Відомо, що донські слов'яни використовували і амулети у вигляді коників, кінських голів пов'язаних з шануванням сонця.

### Поховальний обряд
Донські слов'яни спалювали померлих; найбільш вивчені їх поховання у Воронезькій області — великі могильники поруч із поселеннями, що включали часом до кількох сотень курганів. Кремація проводилася на боці, кальциновані кістки очищали і клали в спеціально виготовлену посудину-урну — горщик або миску. Урну, разом із посудинами для їжі, поміщали всередину похоронної камери — дерев'яної споруди біля північно-східного краю майданчика кургану; камера мала прямокутний або квадратний план, розміри порядку 2×1,5 м, висоту стін до 0,5 м, а також стеля з плаху та підлогу з дерев'яного настилу або утрамбованої глини. Після завершення ритуалу насипали курган, поверх якого розкидали осколки посуду (майно похованого?); вийнятий при цьому грунт утворював ровик, в якому влаштовували тризну — поминальну трапезу, запалювали багаття. Курган міг мати кільцеву огорожу з вертикально встановлених колод, у межі якої і засипався ґрунт. Похоронні камери не мали стіни з боку краю кургану: ймовірно використовувалися для різночасних поховань кількох членів сім'ї.

## Суспільний устрій
Суспільний устрій донських слов'ян слабо вивчений. Свідчення сильної князівської влади відсутні, централізоване управління могло здійснюватись старійшинами. Розміри будинків вказують на домінування сусідської громади та малих сімей, скупчення будинків із загальним домогосподарством — на специфіку сімейних відносин (очевидно, багатоженство).

## Історична доля
Розгром князем Святославом Хозарського каганату в 960-і роки призвів до кардинальних змін ситуації в степу: поширення там войовничих племен печенігів і згасання торгівлі зі Сходом. Ймовірно, під тиском печенігів наприкінці X століття слов'яни стрімко покинули Подоння, переселившись до сусідніх північних і північно-східних районів — у басейн лісового Воронежа та на Середню Оку. За даними ряду істориків, основна частина донських слов'ян переселилася до рязанського Пооччя, де злилася з в'ятичами. За деякими польовими дослідженнями, слов'янське населення верхньої Донщини, зберігши архаїчні риси культури, не зникало повністю аж до XVI століття, коли ці землі увійшли до складу Московського царства.